# Choeroniscus godmani
Choeroniscus godmani är en däggdjursart som först beskrevs av Thomas 1903.  Choeroniscus godmani ingår i släktet Choeroniscus och familjen bladnäsor. IUCN kategoriserar arten globalt som livskraftig. Inga underarter finns listade i Catalogue of Life.
Arten når en kroppslängd (huvud och bål) av 47 till 58 mm, en svanslängd av 5 till 11 mm och en vikt av 5 till 13 g. Den har liksom andra släktmedlemmar en lång tunga för att slicka nektar och pollen. Pälsens hår är ljusa vid roten och gråbruna vid spetsen. På tungan förekommer hårliknande utskott. Bakfötterna är 7 till 11 mm långa, underarmarnas längd är 31 till 35 mm och öronen är 11 till 13 mm stora. En liten trekantig hudflik (bladet) sitter på näsan. Svansen är helt inbäddad i svansflyghuden.
Denna fladdermus förekommer från västra Mexiko till centrala Colombia och regionen Guyana. Den vistas i låglandet och i bergstrakter upp till 1600 meter över havet. Habitatet utgörs av regnskogar och andra fuktiga städsegröna skogar. Arten besöker även fruktodlingar.
Födan kompletteras med några insekter.